# Realismo de izquierda
El realismo de izquierda en criminología, surge de la criminología crítica como una reacción ante lo que se percibía como el fracaso de la izquierda por tomar un interés práctico sobre el problema cotidiano de la delincuencia, lo que permitía al realismo de derecha monopolizar la agenda política sobre la ley y el orden. El realismo de izquierda sostiene que la delincuencia afecta de manera desproporcionada a personas de clase obrera, pero las soluciones que sólo implican un aumento de la represión empeoran el problema del crimen. En cambio, sostienen que la raíz de las causas de la delincuencia se encuentra en la privación relativa. A pesar de que las medidas preventivas y la vigilancia son necesarias, estas deben ser controladas democráticamente.

## Surgimiento
El realismo de izquierda surge de la criminología crítica, tomando nota de las dos grandes corrientes de las corrientes socialistas en criminología desde la guerra: el reformismo y el idealismo de izquierda, y criticando "el pánico moral de los medios de comunicación de masas o la negación del idealismo de izquierda'. Jock Young resumió sus críticas a la criminología dominante diciendo:

El problema de la criminología dominante es el intento de explicar la delincuencia sin tocar la realidad, manteniendo constantemente a distancia los problemas sociales y económicos de una sociedad dividida.

El realismo de izquierda surge en el Reino Unido con la obra de Lea y Young (1984) como representantes de un grupo de académicos: Richard Kinsey, John Lea, Roger Matthews, Geoff Pearson y Jock Young. En ¿Qué hacer con la Ley y el Orden? (1986), Young y Lea establecen tres principales políticas para el realismo de izquierda:
- Desmarginalización: Los realistas están a favor de alternativas a la prisión, esto es, medidas tales como órdenes de servicio comunitario, restitución a las víctimas y la expansión de la liberación de la prisión. Se debe dejar de lado la connotación moral en el tratamiento del delito y las instituciones deben concentrarse sólo en la impartición de justicia.[5]
- Disuasión preventiva: Las precauciones ambientales y públicas contra la delincuencia son a menudo despachadas por los idealistas de izquierda y los reformistas como no relacionadas con el fondo de la cuestión o distracciones de las preocupaciones reales. Por el contrario, la organización de las comunidades en un intento por adelantarse al crimen es de suma importancia.[5]
- Uso mínimo de la prisión: Las cárceles deben ser utilizados únicamente en aquellos casos en que exista peligro extremo para la comunidad. La vida en su interior debe ser tan libre y "normal" como sea posible. Tal exigencia no es meramente humanitaria, se basa en el hecho de que el resultado de la experiencia de reclusión es producir ciudadanos más vulneralizados y criminales endurecidos.[5]

## Romper con el idealismo de izquierda
Pat Carlen (1992) sugiere que los principios fundamentales del realismo de izquierda son:
Teóricos:
1. "El triángulo básico de relaciones, del que es el objeto la criminología es: el delincuente, el Estado y la víctima" (Young, 1986) (modificado para incluir luego a la sociedad en general, ver cuadrado de la delincuencia)
2. Las explicaciones teóricas deben ser simétricas: la misma explicación para la acción y la reacción social.
3. "El ser humano es creador de la naturaleza humana' (Young, 1987). Por lo tanto, las explicaciones sobre la delincuencia no deben ser deterministas y las personas deben ser vistas como responsables de sus acciones.

Políticos:
1. La delincuencia es un problema real, especialmente las personas de clase obrera sufren de manera desproporcionada formas de la delincuencia tales como robos, asaltos y agresiones.
2. La izquierda debería intentar desarrollar un enfoque creíble sobre el control del crimen, con el fin de evitar el que la derecha tenga un "derecho" de monopolio sobre el problema de la delincuencia.
3. El propósito de la teorización debe ser las prácticas de intervención sobre problemas de orden público.
4. Con el fin de reducir la delincuencia es necesario alcanzar un mayor nivel de cooperación entre la policía y el público, y esto se logra mejor mediante una democratización del control de la policía".[6]

## Aportes Teóricos

### Estadísticas sobre delincuencia y encuestas de victimización
Según Young, para el realismo de izquierda la encuesta social es un instrumento democrático: nos da una idea de la demanda de los consumidores y su satisfacción.
El realismo de izquierda sostiene que encuestas nacionales de victimización como la British Crime Survey, pueden ser utilizadas para dar un promedio de la tasa de riesgo, ignorando las variaciones en la delincuencia entre las regiones. Según Young, las encuestas locales de victimización proporcionan con precisión un mapa de los problemas de un área. Aunque se basa en la opinión pública, permite observar cómo los problemas percibidos se distribuyen públicamente.
Es más, en ciertas partes de la estructura social, tenemos un agravamiento de los problemas sociales. Si tuviéramos que elaborar un mapa de la ciudad para delinear áreas de alta mortalidad infantil, déficit habitacional, desempleo, mala nutrición, etc., encontraríamos que estos mapas se corresponden con aquellas áreas de alta victimización criminal. Esta composición de los problemas sociales se produce en contra de aquellos que son más vulnerables a causa de su posición en la estructura social. Es decir, las personas que tienen menos poder social son las que más sufren la delincuencia.

### El cuadrado de la delincuencia
Uno de los aportes más importantes del realismo de izquierda a la criminología es el cuadrado de la delincuencia. Surge de la expansión del triángulo de relaciones que son objeto de la criminología: el delincuente, el Estado y la víctima (Young, 1986). Luego Young procedió a agregar la sociedad civil para crear las cuatro esquinas de un cuadrado, con el agresor y la víctima, en uno de los laterales (los actores), el Estado y la sociedad civil, en el otro (los reactores).
Según Young, cualquier cambio en uno de estos factores afectan la tasa de delincuencia. El punto aquí es que el crimen no puede explicarse simplemente en términos de los órganos de control, y las agencias involucradas en el control del crimen son mucho más que el sistema de justicia penal. La relación entre la policía y la sociedad civil es fundamental, la interacción entre todas las partes es también importante. Por ejemplo, la policía y la agencia de respuesta a las víctimas afecta en gran medida el impacto real de la victimización. En determinados casos, tales como la violación y la agresión sexual, pueden incluso implicar lo que se ha denominado "victimización secundaria", que es donde la víctima misma resulta nuevamente victimizada en su paso por instancias de la policía y los tribunales. Todo esto, en particular, la voluntad (o la desconfianza) en denunciar a la policía, afecta las tasas de criminalidad oficiales y las posibilidades de aclarar los casos.

### Privación Relativa
Young (1994) argumenta que existe una crisis etiológica, es decir que hay una falta de explicación acerca de por qué el delito se eleva tanto durante ciclos económicos positivos como negativos. Si la causa de la delincuencia es la injusticia, entonces su solución debe encontrarse en esta dirección. Si las condiciones de pobreza son la causa de la delincuencia, debería ser imposible prevenir la delincuencia sin mejorar estas circunstancias. Además, se sigue que es incorrecto castigar a un delincuente por condiciones que están más allá de su control. Esto sería castigar a los criminales y culpar a la víctima. 
La corriente socialdemócrata del positivismo, a pesar de sopesar que la injusticia es la causa principal de la delincuencia, por un lado desvía su atención hacia las privaciones puramente individuales (por ejemplo: carencia materna, hogares rotos, etc.) o comete el error de creer que mejorando la privación cuantitativamente en un sentido absoluto (por ejemplo: elevando los niveles de la educación, de vivienda, etc.) podría resolver el problema de la privación relativa. 
Young distingue su enfoque estructural de otros teóricos de izquierda, y postula que la mayoría de los delitos son cometidos por menores de edad, de carácter amateur, esporádico, y dentro de la misma clase, es decir, cometidos por delincuentes de clase obrera hacia víctimas de clase obrera. Rechaza el punto de vista positivista de que el desempleo o la pobreza causan el crimen, prefiriendo la teoría de la anomia de Merton y la teoría subcultural, centradas en la falta de oportunidades para lograr un estatus social y económico acorde con expectativas. Considera que la mayoría de los delincuentes posee valores sociales convencionales, lo que refleja la necesidad de lograr el éxito material o estatus social en una sociedad competitiva donde el sexismo, el racismo, el machismo y otras formas ideológicas afectan los resultados. De hecho, el comportamiento delictivo podría ser caracterizado como el funcionamiento de principios capitalistas, es decir, la inversión de trabajo para una objetivo, pero en una forma ilegítima.
Para el realismo de izquierda, el descontento es producto de la privación relativa, no absoluta. La pobreza absoluta no necesariamente conduce a una subcultura del descontento, puede fácilmente llevar a la quietud y el fatalismo. El descontento se produce cuando se realizan comparaciones entre grupos equiparables, las cuales sugieren que se están produciendo injusticias innecesarias. Las culturas de la explotación han existido por generaciones, sin extinción: es la percepción de la injusticia -la privación relativa- lo que cuenta.
Young sostiene que la privación relativa es la causa más probable de la criminalidad. Las personas que ven estancado su progreso hacia el cumplimiento de sus expectativas se vuelven más conscientes de la injusticia y la desigualdad, en una sociedad que permite que se incremente la desigualdad, y esto a su vez genera desencanto político. A nivel social, este desencanto puede conducir a disturbios. A nivel individual, el robo u otras acciones ilícitas pueden parecer un medio adecuado para restablecer el equilibrio, pudiendo ser visto como un medio para promover una "causa justa". 
Los realistas tienden a no ver el crimen como una forma de desafío hacia la clase dominante. Más bien, el crimen es una forma reaccionaria de comportamiento que demuestra la ausencia de verdaderas soluciones políticas a la experiencia de la degradación y la explotación sufrida por la clase obrera, haciendo del crimen individual carente de agenda política. La mayoría de la población teme a la delincuencia independientemente de su clase social, y desea que se encuentren maneras de eliminarla a fin de crear un entorno seguro. Esto crea un "problema de orden" para los gobiernos que tienen la responsabilidad política de mantener una sociedad ordenada, y son responsables ante un electorado que encuentra en el desorden y el caos un problema principal en la agenda política.